# Yanko Daucik
Yanko Daucik (Praga, Checoslovaquia, 22 de marzo de 1941-Madrid, 13 de mayo de 2017) fue un futbolista profesional checo nacionalizado español. Fue hijo del también futbolista Fernando Daucik. Fue uno de los primeros futbolistas españoles en jugar en la liga de fútbol de Estados Unidos, jugando en el Toronto Falcons entre 1967 y 1968.

## Trayectoria

### Clubes
| Club                 | País   | Año       |
| -------------------- | ------ | --------- |
| Real Betis           | España | 1960-1962 |
| Real Madrid          | España | 1962-1964 |
| Atlético de Madrid   | España | 1964-1965 |
| UD Melilla           | España | 1965-1966 |
| Mallorca             | España | 1966-1967 |
| Toronto Falcons      | Canadá | 1967-1968 |
| Universidad de Chile | Chile  | 1968      |
| UE Sant Andreu       | España | 1969-1970 |
| RCD Espanyol         | España | 1970-1971 |
| Xerez C.D.           | España | 1971-1972 |

## Palmarés

### Títulos nacionales
| Título                | Club        | País   | Año     |
| --------------------- | ----------- | ------ | ------- |
| Copa del Generalísimo | Real Madrid | España | 1962    |
| Primera División      | Real Madrid | España | 1962-63 |
| Primera División      | Real Madrid | España | 1963-64 |